# Jackie MacMullan
Jackie MacMullan (ur. 7 października 1960 w Manhasset) – amerykańska dziennikarka sportowa i pisarka. Laureatka nagrody Curt Gowdy Media Award (2010).

## Życiorys
MacMullan jako dziennikarka sportowa od 1982 pracowała w „The Boston Globe”, gdzie została pierwszą kobiecą felietonistką w historii tego czasopisma. Współpracowała z najważniejszymi amerykańskimi mediami sportowymi: w latach 1990–1995 była korespondentką ESPN, w latach 1995–2000 pisała dla „Sports Illustrated”, a w latach 1996–1999 działała w stacji CNN/SI, prowadzonej wspólnie przez „Sports Illustrated” i CNN. Współpracowała też z mniejszymi stacjami jak WHDH czy New England Sports Network. Od 2002 związana jest ze stacją ESPN.
Za swoją działalność dziennikarską była wielokrotnie wyróżniana, między innymi ze strony Associated Press. W 2010, jako pierwsza kobieta w historii, otrzymała nagrodę Curt Gowdy Media Award, wręczaną przez Basketball Hall of Fame dziennikarzom za „znaczący wkład w koszykówkę”. W 2019, także jako pierwsza kobieta w historii, została wyróżniona nagrodą PEN/ESPN Award for Literary Sports Writing dla dziennikarzy sportowych „za całokształt twórczości”.

## Książki
Opracowano na podstawie:
- Bird Watching: On Playing and Coaching the Game I Love (1999)
- Geno: In Pursuit of Perfection (2006)
- Larry vs Magic: Kiedy rządziliśmy NBA (2009; ang. When the Game Was Ours)
- Shaq bez cenzury (2011; ang. Shaq Uncut: My Story)
- Basketball: A Love Story (2018)

## Życie prywatne
MacMullan urodziła się 7 października 1960 w Manhasset w stanie Nowy Jork, jednak wychowywała się w Westwood w stanie Massachusetts. Wyszła za mąż za Michaela Boyle’a, z którym ma dwójkę dzieci. Jest absolwentką University of New Hampshire – studia ukończyła cum laude, a w 2001 została włączona do galerii sław tej uczelni. W 2018 otrzymała stopień honorowy na Emmanuel College.
W trakcie studiów przez cztery lata występowała w akademickiej drużynie koszykówki, a za łączenie osiągnięć sportowych i naukowych otrzymała szereg uczelnianych wyróżnień.